# 軍港
軍港（ぐんこう、英語: Military port）とは軍事目的に利用される特別な大規模港湾。軍港は艦隊および軍艦の根拠地として軍隊のなかでも重要な地位を占める（海軍基地）。

## 概要
軍港の特徴は、通常の港湾機能のほかに海軍基地、海軍工廠などの軍事施設があることであり、そのために民間人の行動が制限される場合もある。
軍事施設としては、弾薬庫や艦載機整備・訓練用の飛行場、水兵や海兵隊用の兵舎などがあげられる。
艦船用の防空壕が整備されている場合もあり、第二次世界大戦中のナチス・ドイツは、空襲から整備中のUボートを防御するためにブンカー（バンカー）と呼ばれるコンクリート製の巨大な防空壕を整備した。

## 日本における「軍港」
日本において「軍港」とは、単に軍用の港湾という意味だけでなく海軍行政における重要拠点を指す言葉であった。
1886年（明治19年）、日本周辺の海面および日本領土を第一から第四の4つの海軍区に分け、各海軍区には軍港を1つずつ設置することとされた。第一海軍区から順に横須賀・呉・佐世保・舞鶴が軍港に指定され、各港には鎮守府と海軍工廠が置かれて海軍区の本拠地として機能し、艦隊や航空隊の母港・所属地となった。
また、軍港に次ぐ規模の軍事用港湾は要港（ようこう）に指定され要港部が置かれた。いつくかの要港は、日米開戦直前には鎮守府に準じる警備府へ昇格されたが、固有の戦隊は配備されなかった。
本土外の台湾の馬公、満州の旅順、朝鮮半島の釜山付近の鎮海なども同様に要港から警備府に昇格している（1941年11月20日）。これと同時に、対馬の竹敷、朝鮮半島の元山付近の永興は一時的に要港部に指定された。また徳山が要港に指定された。
太平洋戦争の中で各軍港は大きな被害を受け、さらに敗戦による日本軍解体によって軍港が置かれていた横須賀市、呉市、佐世保市、舞鶴市（旧軍港市と総称）は主要産業を失い大きな打撃を受けた。そこで、海軍の資産を活用して旧軍港市を「平和産業港湾都市」に転換することを目指し、1950年（昭和25年）に旧軍港市転換法（軍転法）が制定されている。
海上自衛隊が発足すると、旧軍港4港と警備府であった大湊を合わせた5港に地方総監部が設けられた。地方総監部は大日本帝国海軍における鎮守府に相当し、各港は再び海上防衛の拠点としての役割を取り戻した。また、横須賀と佐世保は在日アメリカ海軍の拠点として第7艦隊の事実上の母港のひとつにもなっている。
また、旧軍港市では軍港時代の近代化遺産を観光資源として平和活用する取り組みが積極的に行われており、2016年（平成28年）4月には4市の近代化遺産が「鎮守府　横須賀・呉・佐世保・舞鶴　～日本近代化の躍動を体感できるまち～」として日本遺産に指定された。

## 他国の主な軍港
アジア
- 朝鮮民主主義人民共和国： 清津、元山、南浦、海州、松林、金策
- 大韓民国： 釜山、東海、平沢、木浦、鎮海、浦項
- 中華人民共和国： 青島、旅順、烟台、威海、寧波、上海、舟山、福州、湛江、広州、三亜楡林
- 中華民国： 基隆、高雄、高雄左営、馬公、蘇澳
- ベトナム： カムラン湾
- インド： ムンバイ、カルワー、カルナータカ、ヴィシャーカパトナム、コルカタ、パラディップ、トゥーットゥックディ、カキナダ、チェンナイ、アンダマン・ニコバル諸島、コーチ、ケーララ、ウィリンドン島

中東
- イスラエル： ハイファ
- トルコ： イズミル、イスタンブール、イズミット

東ヨーロッパ
- ロシア連邦： ムルマンスク、クロンシュタット、ウラジオストク、ペトロパブロフスクカムチャツキー
- ウクライナ： セヴァストーポリ

西ヨーロッパ
- ドイツ： キール、ヴィルヘルムスハーフェン
- オランダ： デンヘルダー
- フランス： トゥーロン、ブレスト
- イギリス： ポーツマス、プリマス、グラスゴー、ジブラルタル、スカパ・フロー（1956年まで）

南ヨーロッパ
- ギリシャ： ピレウス、パトラ、テッサロニキ
- イタリア： ラ・スペツィア、タラント、ガエータ
- スペイン： カルタヘナ、ロタ、セウタ
- ポルトガル： アルマダ、ポンタデルガダ、フンシャル

北ヨーロッパ
- フィンランド： ウピンニエミ、パンシオ、ドラグスヴィーク
- スウェーデン： カールスクルーナ

北アメリカ
- アメリカ合衆国： 真珠湾（ハワイ）、サンディエゴ、サンフランシスコ、ノーフォーク